# حب منطق انتقام (مسلسل)
عشق منطق انتقام أو حب منطق انتقام (بالتركية: Aşk Mantık İntikam)؛ هو مسلسل تركي مقتبس من مسلسل كوري عرض يوم الجمعة على القناة التركية FOX على الساعة الثامنة بتوقيت تركيا.

## قصة المسلسل
تتزوج أسراء من أوزان لتغيير مستوى معيشتها بعد أن تعبت من مصاعب الحياة لكن سرعان ما تقرر إنهاء هذا الزواج حين يواجه أوزان صعوبات مادية وتتطلب الطلاق . بعد الطلاق، يفتتح أوزان شركة برمجيات ويصبح ثرياً. تشق أسراء طريقها لتبدأ بالعمل في هذه الشركة! و من هناك يقع الثنائي اوزان واسراء في الحب من جديد وتبدأ مشاهد الغيرة والرومانسية بينهما فكيف سيكون هذا المسلسل الجميل يا ترى وكيف سينتهي؟...

## طاقم التمثيل
| البطل              | اسم الشخصية       | معلومات عن الشخصية                                                                                              |
| ------------------ | ----------------- | --- |
| بورجو أوزبيرك      | إسراء ارتان       | فتاة جميلة وقوية كانت متزوجة من اوزان لكنها تطلقت منه ، وتعرف فيما بعد أنه أصبح غني فتعمل في شركته لتنتقم منه . |
| إلهان شان          | اوزان كورفالي     | رجل وسيم وذكي كان متزوجاً من إسراء عندما كان فقيراً ، لكن بعد أن تطلق منها أصبح غني وأسس شركة ميلانيوم سوفت .     |
| ميليسا دونجل       | شاغلا يلماز       | فتاة جميلة وغنية تحب أوزان لدرجة الهوس .                                                                        |
| بوراك يوروك        | شينار يلماز       | الأخ التؤام لشاغلا وهو شاب وسيم يقع بحب إسراء .                                                                 |
| جوناي كاراجا اوغلو | زمرد كورفالي      | أم اوزان واليف ، تحب ابنها بشدة ، وتحب المصاري كثيراً .                                                          |
| محمد كورهان فرات   | ايكو ارتان (اكرم) | أخ إسراء ، وهو شاب مضحك ، يقع بحب اليف ويتزوجها .                                                               |
| زينب كانكوند       | منكشة ارتان       | أم اسراء وايكو ، وهي طاهية لها مطعم وطعامها لذيذ .                                                              |
| سليمان اتانيسيف    | يالشين ارتان      | أب إسراء وايكو ، وهو رجل يحب الابتكارات والصناعات دائما يحاول ان يخترع اكتشاف ما لكنه يفشل .                    |
| جيرين كوش          | اليف كورفالي      | أخت اوزان ، وهي فتاة لطيفة تحب الموسيقى ، وهي زوجة ايكو .                                                       |
| انيل التان         | اياز كاراكوتش     | أخ اوزان من غير أم ، يكره اوزان ويريد الانتقام منه .                                                            |
| مراد كارسو         | عارف يلماز        | والد شاغلا وشينار .                                                                                             |
| سيفدا باش          | زينو              | صديقة إسراء وخطيبة موسى .                                                                                       |
| محمد يلماز         | موسى              | صديق اوزان وخطيب زينو .                                                                                         |
| صباحات كوماش       | رؤيا              | فتاة تريد الحصول على اوزان والزواج به من أجل امواله .                                                           |
| اردام شانلي        | باريش             | صديق رؤيا ، يساعدها في خططها للحصول على اوزان .                                                                 |
| يوسف اكغون         | مارت              | خطيب شاغلا السابق .                                                                                             |
| جيم بيلفي          | ايفه              | صديق إسراء من إنجلترا ، ومستثمر جديد للشركة .                                                                   |
| بيرجول اولسوي      | ريحان             | أخت زمرد وخالة اوزان وايليف ، ذهبت إلى عند ابنها .                                                              |
| نيلجون توركسيفير   | هاندا             | ام شاغلا وشينار .                                                                                               |
| جوزدة دورو         | غاية              | فتاة تعمل في الشركة لصالح شاغلا .                                                                               |
| بيلين بوداك        | ناريمان           | مصففة الشعر في الحي .                                                                                           |
| امير جولير         | اطلس              | ابن اسراء واوزان .                                                                                              |
| ملك سوزان          | ايلا              | ابنة شاغلا ومارت .                                                                                              |

## البث الدولي
تم دبلجة المسلسل إلى العربية باللهجة السورية وعُرض على قناة إم بي سي 4. وبالدبلجة الفارسية على إم بي سي الفارسية.

## روابط خارجية
- حب منطق انتقام على موقع IMDb (الإنجليزية)
- حب منطق انتقام على موقع فيلمافينيتي (الإسبانية)
- حب منطق انتقام على موقع كينوبويسك (الروسية)
- حب منطق انتقام على موقع قاعدة بيانات الفيلم (الإنجليزية)